# Risikoerhöhungslehre
Die Risikoerhöhungslehre ist eine Mindermeinung in der deutschen Strafrechtslehre, nach der es für die objektive Zurechenbarkeit der Handlung im Hinblick auf einen Erfolg genügt, dass das Verhalten die Wahrscheinlichkeit des Erfolgseintritts erhöht hat.

## Problemstellung
Voraussetzungen einer Strafbarkeit ist im deutschen Strafrecht, dass ein menschliches Verhalten ursächlich für einen bestimmten „Erfolg“ (also z. B. toter Mensch beim Totschlag) geworden ist.
Zur Beurteilung der Voraussetzungen der Kausalität ist die Äquivalenztheorie vorherrschend. Kausal im Sinne der Äquivalenztheorie ist jede Bedingung, die nicht hinweggedacht werden kann, ohne dass der Erfolg in seiner konkreten Gestalt entfiele (conditio-sine-qua-non-Formel). Allerdings führt diese naturalistische Betrachtungsweise zu einer nahezu uferlosen Kausalitätskette. Um diese einzugrenzen, wurde in der Literatur das Institut der objektiven Zurechnung entwickelt. Die Rechtsprechung greift dagegen meist auf einen Irrtum über den Tathergang zurück, verlegt das Problem also in den subjektiven Bereich.
Im Rahmen der objektiven Zurechnung stellt sich die Frage, ob der Erfolg als Werk des Täters zu sehen ist. Voraussetzung ist dabei, dass durch das Verhalten des Täters eine rechtlich missbilligte Gefahr geschaffen wurde und sich dann der Erfolg auch in dieser realisiert.

## Inhalt
Die Risikoerhöhungslehre wird zumeist im Bereich des Pflichtwidrigkeitszusammenhangs erörtert, also bei der Frage, ob sich im eingetretenen Erfolg gerade die geschaffene Gefahr realisiert hat. Für die objektive Zurechnung des Erfolgs genügt nach der Risikoerhöhungslehre bereits, dass das Verhalten die Wahrscheinlichkeit des Erfolgseintritts erhöht hat. Dem entgegengesetzt sieht die herrschende Ansicht die objektive Zurechnung als nicht gegeben an, sofern sich der Eintritt des Erfolgs auch bei rechtmäßigen Alternativverhalten des Täters nicht ausschließen lässt.

## Beispiel
Ein Radfahrer wird von einem LKW überrollt und tödlich verletzt, wobei der LKW-Fahrer einen zu geringen Seitenabstand eingehalten hat. Wegen der sehr starken Trunkenheit des Radfahrers ist nicht auszuschließen, dass der Unfall auch bei ordnungsgemäßem Verhalten des LKW-Fahrers eingetreten wäre (Schlangenlinienfahren!).
Die Risikoerhöhungslehre bejaht im Gegensatz zur herrschenden Ansicht die objektive Zurechnung von pflichtwidriger Fahrweise zum Todeserfolg, da jedenfalls die Wahrscheinlichkeit des Unfalls durch den Fahrfehler erhöht wurde. Somit käme eine Bestrafung wegen fahrlässiger Tötung in Betracht.
Entgegengesetzt der Bundesgerichtshof im Radfahrer-Fall: Auch bei richtiger Fahrweise (rechtmäßigem Alternativverhalten) wäre der Radfahrer mit an Sicherheit grenzender Wahrscheinlichkeit getötet worden, da er fahruntüchtig war. In dubio pro reo (Im Zweifel für den Angeklagten) wäre der Fahrer wegen mangelnder Zurechenbarkeit freizusprechen.

## Kritik
Die Risikoerhöhungslehre wird von der herrschenden Meinung, die der Vermeidbarkeitstheorie folgt, zurückgewiesen, weil sie den Grundsatz in dubio pro reo zu stark einschränke und dadurch letztendlich ein Verletzungsdelikt in ein Gefährdungsdelikt umdeute.